# Eastpointe
Eastpointe es una ciudad ubicada en el condado de Macomb en el estado estadounidense de Míchigan. En el Censo de 2010 tenía una población de 32442 habitantes y una densidad poblacional de 2.434,58 personas por km².

## Geografía
Eastpointe se encuentra ubicada en las coordenadas 42°27′58″N 82°56′47″O / 42.46611, -82.94639. Según la Oficina del Censo de los Estados Unidos, Eastpointe tiene una superficie total de 13.33 km², de la cual 13.32 km² corresponden a tierra firme y (0.04%) 0.01 km² es agua.

## Demografía
Según el censo de 2010, había 32442 personas residiendo en Eastpointe. La densidad de población era de 2.434,58 hab./km². De los 32442 habitantes, Eastpointe estaba compuesto por el 65.65% blancos, el 29.51% eran afroamericanos, el 0.4% eran amerindios, el 1.09% eran asiáticos, el 0.02% eran isleños del Pacífico, el 0.46% eran de otras razas y el 2.88% pertenecían a dos o más razas. Del total de la población el 2.09% eran hispanos o latinos de cualquier raza.